# Saint-Narcisse-de-Beaurivage
Saint-Narcisse-de-Beaurivage es un municipio parroquial canadiense situado en la provincia de Quebec.

## Superficie
Saint-Narcisse-de-Beaurivage tiene una superficie de 62,07 km².

## Demografía
En 2021, tenía 1152 habitantes, una densidad poblacional de 18,6 hab./km², y 466 viviendas.